# Edificio La Unión y el Fénix (Alicante)
El Edificio La Unión y el Fénix es un edificio de la ciudad española de Alicante. Está situado en la calle San Fernando.
Fue construido entre 1941 y 1942 según el proyecto de los arquitectos Juan Vidal y Julio Ruiz Olmos. La planta baja y el entresuelo de este inmueble albergan locales comerciales y los niveles superiores están destinados a viviendas de alto estatus. La planta principal, inmediatamente por encima del entresuelo, es la que ocupaban las oficinas de la delegación (subdirección) en Alicante de la compañía de seguros La Unión y El Fénix Español.